# María Xosé Silvar
María Xosé Silvar, más conocida como SES o Sés (La Coruña, 12 de noviembre de 1982), es una cantautora galega.

## Trayectoria
Comenzó su formación en el baile y en la música tradicional gallega. Además de eso, es maestra y licenciada en filología gallega y antropología social. 
Fue en el año 2008 cuando creó el grupo Chámalle Xis! junto con otros tres amigos. Fueron uno de los grupos revelación de aquel año y uno de los ganadores del concurso Acoruña Son, apadrinado por Santiago Auserón. Después de más de 30 conciertos por toda Galicia con Chámalle Xis! y después de colaborar con grupos y artistas como Zënzar, Xabier Díaz, Xosé Bocixa y Guillerme Fernández, en 2010 María grabó una maqueta con tres temas "Tola atrás de ti", "Admirando a condición" y "Se te vas", producida por Airapro. En marzo de 2011 grabó su primer álbum de estudio llamado Admirando a condición, y el 7 de junio de 2013 presentó el segundo álbum Co xenio destrozado, en el Teatro Principal de Santiago de Compostela. En 2015 salió a la venta su tercer disco: Tronzar os valos. En noviembre de 2016 lanza el sencillo A Paz Esquiva, preludio de su cuarto álbum: Opoñerse á extinción, que se lanzó el 2 de diciembre de 2016.  En noviembre de 2017 presenta el sencillo Readmirando a condición, preludio de su quinto álbum de estudio, que recoge además las once canciones de su primer álbum, Admirando a condición (2011), de las que siempre se había quejado de los arreglos hechos entonces; esta vez los 12 tracks están musicados y arreglados por la propia Ses, que ejerce de productora musical y ejecutiva.
En 2019 publicó Rabia ao silencio, donde adaptaba al gallego algunas canciones de la canción de autor latinoamericana (Atahualpa Yupanqui, Quintín Cabrera, Soledad Bravo, Carlos Puebla, Luis Enrique Mejía Godoy, etc.).

## Estilo
Su estilo combina la música tradicional gallega con el blues, el rock & roll y la canción de autor latinoamericana.

## La agrupación
Sés se presenta en tres formatos diferentes: 
- Banda completa de 8 músicas (Voz principal+ guitarra, guitarra, bajo, batería, percusión, 3 coros+instrumentos)
- Formación reducida (guitarra, bajo, batería, voz, 1 coros),
- Formato acústico, acompañada por el guitarrista Alberto Romero + instrumentos de Sabela Galván (pandeireta, voz, flauta, acordeón, castañuelas).

Los músicos que completan Sés ( voz, guitarra, pandeireta, armónica, clave cubana)  son: Alberto Romero en guitarras y coros, Sabela Galván en voz corista y multiinstrumentos (pandeireta, voz, flauta, acordeón, castañuelas…), Xabier Cid en batería, Efrén Novoa en bajo, Pedro Mayfer en percusión cubana, Rebeca Rama en voces y percusión.

## Discografía
- Admirando a condición (2011)
- Co xenio destrozado (2013)[2]
- Tronzar os valos (2015)[3]
- Opoñerse á extinción (2016)[4]
- Readmirando a condición (2017)
- Rabia ao silencio (2019)[4]
- Liberar as arterias  (2020)[5]
- Diante un eco(2022)